# Alois Bílek
Alois Bílek (15. června 1887 Skoupý (Petrovice) – 18. ledna 1961 Praha) byl český malíř, grafik, ilustrátor a architekt, jeden z prvních doložených tvůrců abstraktní malby.

## Život
Narodil se 15. června 1887 ve Skoupém u Petrovic. Již v útlém dětství, než začal choditi do obecné školy v Petrovicích, rád kreslíval a maloval různé obrázky. Když mu bylo 12 let, šel studovat na reálné gymnasium do Příbramě a za rok na reálku do Písku, kde roku 1906 vykonal maturitu. I na reálce bylo mu nejmilejším předmětem kreslení a malování. Po maturitě odešel na techniku do Prahy. Stalo se to ze dvojí příčiny: jednak si tak přáli jeho staří rodiče, kteří byli ve velkých starostech o svého neklidného syna, jednak sám si myslil, že v architektuře uplatní své výtvarné schopnosti malířské. Proto se dal zapsati do oboru architektury. Ale tehdejší nezáživný způsob vyučování pudil jej po dvou semestrech k velké lítosti profesora Kouly na malířskou akademii, kterou pak vystudoval pod profesorem M. Pirnerem. Na akademii vzbuzoval velkou pozornost svými pracemi. Dostal za ně jednou studijní stipendium Hlávkovo, třikrát stipendium státní a dvakrát školní cenu speciálky profesora Pirnera. Pilně kreslil a maloval ve škole i doma. Pak táhla jej roku 1912 nezadržitelná touha do Paříže, střediska a kolébky moderních uměleckých směrů. Jel tam přes Německo, Nizozemí a Belgii, ale konal napřed po dvě nebo tři léta studia ve výstavách německých a nizozemských umělců. Usadiv se v Paříži, upozornil zanedlouho na sebe pařížskou veřejnost. Kritika jednomyslně přiznávala Bílkovým obrazům osobní rázovitost. Jméno Bílkovo jako českého malíře-umělce bylo brzy v Paříži známo. Již v lednu a únoru roku 1914 vystartovala jeho obrazy slavná pařížská „Galerie des Arts Décoratifs“ v Rue Laffite. Pak měl výstavu svých obrazů v galerii Chéron, des Beaux Arts a v galerii la Boetie. Tato poslední výstava byla z největších manifestací českého umění v Paříži. Bílek měl na ní 140 obrazů, jimiž způsobil, že Paříž poznala a oceniti mohla české umění. I v Londýně, Bruselu, Kristianii (dnes Oslo) a v jiných střediscích malířského umění vystavovalo veliké pařížské nakladatelství jeho obrazy.Z Paříže se roku 1924 stěhuje do Prahy, kde vystavoval dvakráte: roku 1921 v sálech „Antiqua“ (38 olejové malby, 34 pastelové obrazy a 22 kreseb), pak roku 1923 v saloně Topičově. Téhož roku pořádala výstavu jeho maleb a kreseb „Galerie krásných umění“ v Paříži v ulici Auberově od 1. do 15. února.
Z četných posudků uvádíme slova, jež o umění Bílkově napsal roku 1923 slavný francouzský kritik P. B. Sédés: „Bílkova díla vyznívají živými barvami v radost, pohružují nás v zasnění a vybízejí nás k přemýšlení.U Bílka vyjadřují barvy pocity tónů a vůně.Nálada osob tímto malířem zpodobněných vytvořena jest jemným odstiňováním:např. bezstarostní v svoji budoucnost tonou v záplavě jarních květů, nevinní ozdobeni jsou sněžnými liliemi, tišiny stkví se sluncem, šťastní zardívají se perleťovým nachem jitřenky, smutným hledí z očí žal, zuřivé boje doprovázeny jsou chmurnými mraky, plnými blesků a bouře…“
Znalci malířského umění řadí Bílka, rodáka z malé obce Skoupý u Petrovic, mezi největší české umělce abstraktní tvorby.